# Mayte Martínezová
María Teresa ("Mayte") Martínez Jiménez (* 17. května 1976, Valladolid, Španělsko) je bývalá španělská atletka, běžkyně na střední tratě. Její hlavní disciplínou je běh na 800 metrů, okrajově patnáctistovka.

## Kariéra
Je vicemistryní Evropy (2002) a halovou vicemistryní Evropy (2005). Na halovém mistrovství Evropy 2002 ve Vídni doběhla na čtvrtém místě v čase 2:01,50. V roce 2006 se umístila ve finále mistrovství Evropy ve švédském Göteborgu na sedmém místě. Pátá skončila na halovém ME 2007 v Birminghamu, kde závodila v běhu na 1500 metrů.
Ve své sbírce má také úspěchy ze světových šampionátů. V roce 2003 doběhla třetí na halovém mistrovství světa v Birminghamu a bronz získala v roce 2007 také na mistrovství světa v japonské Ósace. Pátá doběhla na MS 2005 v Helsinkách. V roce 2008 se umístila na halovém MS ve Valencii těsně pod stupni vítězů, na čtvrtém místě. O rok později skončila ve finále mistrovství světa v Berlíně sedmá, když cílem proběhla v čase 1:58,81. Sedmá doběhla také na Mistrovství Evropy v atletice 2010 v Barceloně.
Reprezentovala na letních olympijských hrách v Sydney a Athénách. V obou případech vždy zůstala před branami finále, když se ji nepodařilo postoupit ze semifinálových běhů.

## Osobní rekordy
- 800 metrů (hala) - (1:59,52 - 8. února 2004, Gent)
- 800 metrů (dráha) - (1:57,62 - 28. srpna 2007, Ósaka)
- 1 500 metrů (hala) - (4:09,18 - 3. března 2007, Birmingham)
- 1 500 metrů (dráha) - (4:05,05 - 28. srpna 2005, Rieti)